# Edmund Stieber
Edmund Stieber (* 3. Januar 1948 in Oberhausen) ist ein ehemaliger deutscher Fußballspieler.

## Karriere
Mit dem Fußball begann Edmund Stieber in der Jugend des RSV Klosterhardt, bevor er als B-Jugendlicher in die Nachwuchsabteilung der Spielvereinigung Sterkrade 06/07 wechselte, die bereits erfolgreiche Spieler wie Dieter Herzog, Dieter Bast und Norbert Brinkmann hervorgebracht hatte. Mit 18 Jahren schaffte Stieber als defensiver Mittelfeldspieler sofort den Sprung in die Verbandsliga Niederrhein, die damals dritthöchste deutsche Spielklasse, wo er mit Sterkrade in der Saison 1969/70 Niederrheinmeister wurde. In der Spielzeit 1970/71 kämpfte Sterkrade 06/07 mit Bayer 05 Uerdingen erneut um den Meistertitel, der letztendlich nach Uerdingen ging, und so wechselte Edmund Stieber 1971 zum feststehenden Regionalligaaufsteiger aus Krefeld. Unter Trainer Klaus Quinkert spielte der Abwehrspezialist drei erfolgreiche Jahre in der Regionalliga West und qualifizierte sich mit dem Bayer-Werksverein im Jahr 1974 für die neu gegründete Zweite Bundesliga.
In der Premierensaison 1974/75 erreichte Edmund Stieber mit seinem Verein die Vizemeisterschaft der 2. Liga Nord und feierte nach den erfolgreichen Aufstiegsspielen gegen den Süd-Zweiten FK Pirmasens den Aufstieg in die Fußball-Bundesliga. In der folgenden Bundesligasaison machte Edmund Stieber 29 Spiele, er konnte den sofortigen Abstieg der Uerdinger allerdings auch nicht verhindern. In der 2. Bundesliga Nord spielte er dann zwei weitere Spielzeiten für Bayer 05. Als Stieber in der Folgezeit jedoch seinen Stammplatz verlor und Trainer Klaus Quinkert zudem durch Siegfried Melzig ersetzt wurde, entschied er sich im November 1977 für einen Wechsel zum Zweitligakonkurrenten 1. FC Bocholt, für den er in der Saison 1977/78 noch 21 Spiele bestritt. In Bocholt spielte bereits sein früherer Mannschaftskollege Wolfgang Franke, nach dem Abstieg aus der zweiten Liga scheiterte der Verein jedoch in der Saison 1978/79 in der Oberliga Nordrhein knapp am Wiederaufstieg.
Seine Karriere ließ er bei Sterkrade 06/07 ausklingen.
Edmund Stieber absolvierte insgesamt 29 Spiele in der ersten Bundesliga sowie 85 Spiele (ein Tor) in der zweiten Liga.